# ريسا ايتو
ريسا ايتو (باليابانية: 伊藤理佐؛ بالكانا: いとう りさ) هي مانغاكا يابانية، ولدت في 6 سبتمبر 1969 في هارا ‏ في اليابان.

## روابط خارجية
- ريسا ايتو على موقع ANN person (الإنجليزية)